# Helen - Evoluzione di una donna
Helen - Evoluzione di una donna (Une sale affaire) è un film del 1981 diretto da Alain Bonnot.